# Meligethes distinctus
Meligethes distinctus är en skalbaggsart som beskrevs av Sturm 1845. Meligethes distinctus ingår i släktet Meligethes, och familjen glansbaggar. Arten har ej påträffats i Sverige.